# Nové Město pod Smrkem
Nové Město pod Smrkem (niem. Neustadt an der Tafelfichte, pol. Nowe Miasto pod Smrekiem) – miasto w Czechach, w kraju libereckim. Według danych z 31 grudnia 2003 r. powierzchnia miasta wynosiła 2 893 ha, a liczba jego mieszkańców 3 915 osób.
Miasto ma trzy dzielnice: Hajniště, Ludvíkov pod Smrkem oraz Nové Město pod Smrkem. Znajdują się w nim biblioteka, muzeum, szkoły: podstawowa i zasadnicza, przedszkole, Dom Dzieci i Młodzieży. Ponadto kąpielisko przyrodolecznicze i kryty basen.

## Demografia
| Rok             | 1970  | 1980  | 1991  | 2001  | 2003  |
| --------------- | ----- | ----- | ----- | ----- | ----- |
| Liczba ludności | 3 442 | 3 916 | 3 883 | 4 018 | 3 915 |

Źródło: Czeski Urząd Statystyczny
W miejscowości jest stacja kolejowa Nové Město pod Smrkem.

## Miasta partnerskie
- Neustadt (Niemcy)
- Leśna
- Świeradów-Zdrój
- Mirsk